# Kirk Douglas

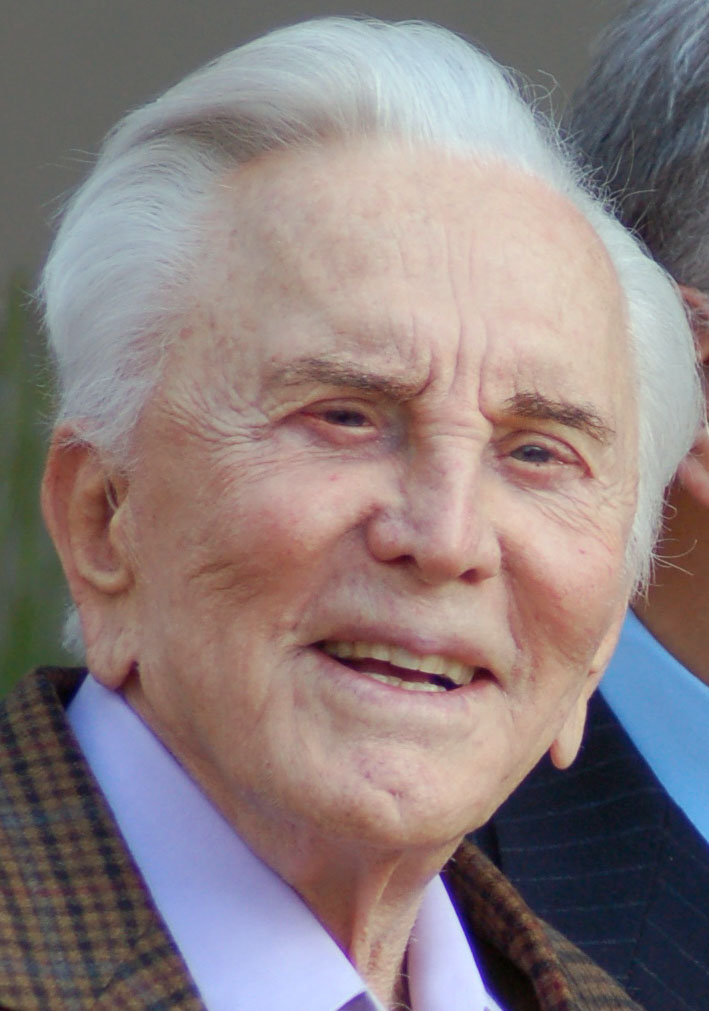
Kirk Douglas (2011)

Kirk Douglas (* 9. Dezember 1916 als Issur Danielowitsch in Amsterdam, New York; † 5. Februar 2020 in Beverly Hills, Kalifornien) war ein US-amerikanischer Schauspieler und Schriftsteller. In den 1950er und 1960er Jahren zählte er zu den führenden Hollywood-Stars und war oft in Western und Abenteuerfilmen zu sehen. Meist pflegte er das Image des harten Mannes mit starker maskuliner Ausstrahlung, spielte aber ebenso zerbrechliche Charaktere. Douglas gehörte zu den wandlungsfähigsten Stars Hollywoods. Privat gehörte er zu den eher liberalen Vertretern seines Faches. Mehrfach zeigt sich das auch in der Wahl seiner Filmrollen, wobei er diese Filme oft selbst produzierte, etwa Wege zum Ruhm (1957) und Spartacus (1960), seiner bekanntesten Rolle. Er war der Vater des Schauspielers Michael Douglas und des Filmproduzenten Joel Douglas.

## Leben und Wirken
Kirk Douglas wurde als Sohn der   jüdischen Emigranten Bryna „Bertha“ (geborene Sanglel, 1884–1958) und Herschel „Harry“ Danielowitsch (ca. 1884–1950) aus Tschawussy (heute in Mahiljouskaja Woblasz, Belarus) geboren. Seine Eltern sprachen Jiddisch, später lernte Douglas auch Deutsch und Französisch. Den Nachnamen „Demsky“ übernahmen seine Eltern vom Bruder seines Vaters, der zuvor emigriert war und diesen Namen in den USA angenommen hatte. Während seiner Kindheit lebte Kirk mit seinen Eltern und sechs Schwestern in Amsterdam, im Bundesstaat New York. Während sich sein Vater als Lumpensammler durchschlug, musste sich Kirk Douglas für den Besuch von Schule und College das Geld hart verdienen. Er erhielt ein Ringkampfstipendium und konnte dadurch an der St. Lawrence University Chemie und Englische Literatur studieren. 1939 graduierte er mit dem Bachelor. Um die Studienkosten bezahlen zu können, arbeitete er als Hausmeister. Erst ein zweites Stipendium für die American Academy of Dramatic Arts führte ihn schließlich an den Broadway.
Während des Zweiten Weltkriegs diente Douglas ab 1941 in der United States Navy. Beim Eintritt ins Militär änderte er seinen Namen Issur Danielowitsch Demsky in „Kirk Douglas“. Nach dem Krieg kehrte er wieder zum Theater an den Broadway zurück.

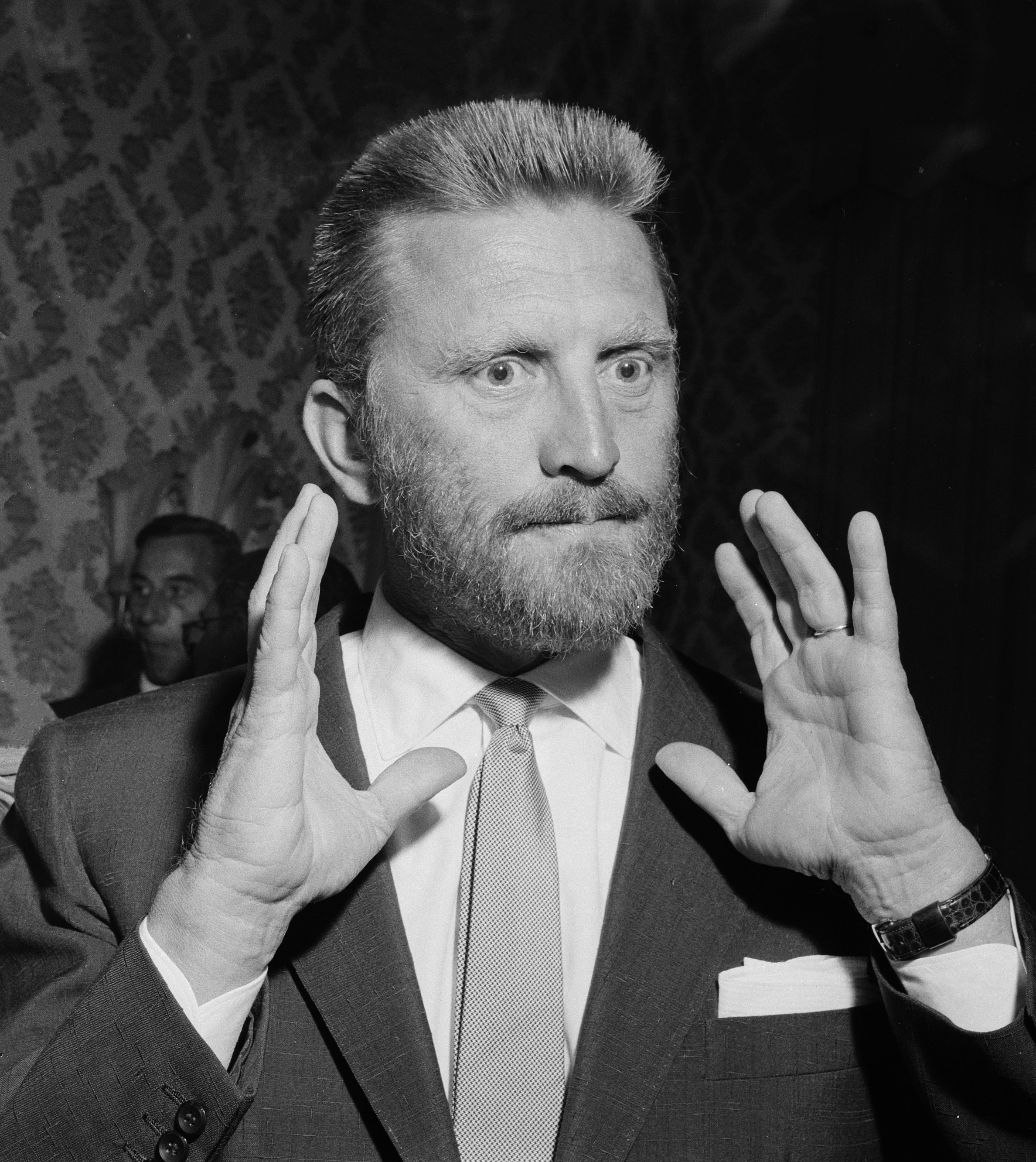
Kirk Douglas 1955; den für ihn untypischen Bart trug er für seine Titelrolle im Film Vincent van Gogh

Eine seiner einstigen Mitschülerinnen, die acht Jahre jüngere Betty Joan Perske (später Lauren Bacall), empfahl Douglas dem Produzenten Hal B. Wallis und verhalf ihm so zu seiner ersten Filmrolle. Sein Filmdebüt hatte Kirk Douglas in dem Film Die seltsame Liebe der Martha Ivers (1946) an der Seite der etablierten Schauspielerin Barbara Stanwyck. Gute Kritiken verhalfen ihm zu seiner nächsten großen Rolle als Whit Sterling in Goldenes Gift (1947) sowie als Noll Turner in dem Film Vierzehn Jahre Sing-Sing (1948). In den ersten Jahren seiner Karriere war er häufiger als Filmschurke zu sehen, ehe er ab Anfang der 1950er Jahre vor allem Heldenrollen spielte. Für seine Rolle in dem Film Zwischen Frauen und Seilen (1949) erhielt er seine erste Oscar-Nominierung. In den folgenden fünf Jahren spielte er mehr als zwölf Hauptrollen, darunter in Der Mann ihrer Träume, 20.000 Meilen unter dem Meer und in Die Fahrten des Odysseus.

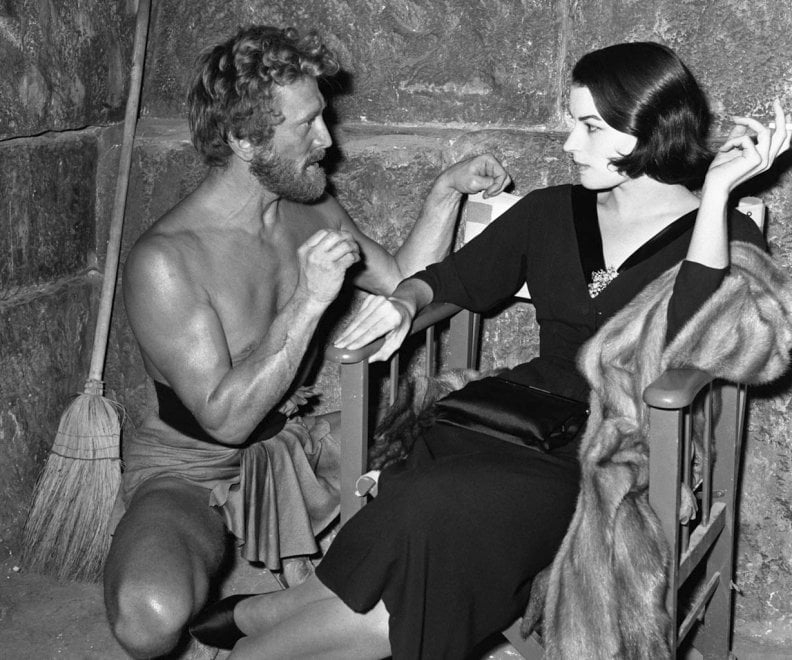
Kirk Douglas und Silvana Mangano in einer Drehpause zu den Aufnahmen von Die Fahrten des Odysseus (1954)

1955 gründete Douglas seine eigene Filmproduktionsfirma, die er nach seiner Mutter Bryna Productions nannte. Bis 1960 wirkte er unter anderem in so bekannten Filmen wie Wege zum Ruhm (1957), Die Wikinger (1958) und Der letzte Zug von Gun Hill (1959) mit. Als herausragendste Darstellung gilt allgemein seine Titelrolle in Vincente Minnellis Filmbiografie Vincent van Gogh – Ein Leben in Leidenschaft (1956), wofür er den New York Film Critics Circle Award und den Golden Globe jeweils als bester Hauptdarsteller erhielt; bei der Oscar-Verleihung hatte er gegenüber Yul Brynner (Der König und ich) das Nachsehen. Eine weitere Titelrolle übernahm Douglas in Stanley Kubricks Großproduktion Spartacus (1960), in der er den gleichnamigen römischen Sklaven und Gladiator verkörperte und die er auch mitproduzierte. Dabei verpflichtete Douglas den Drehbuchautor Dalton Trumbo, der kommunistischer Sympathien verdächtigt wurde und in Hollywood auf der Schwarzen Liste gestanden hatte. Rückblickend bezeichnete der Schauspieler die Entscheidung für Trumbo als die wichtigste seiner Karriere. Schon die Verfilmung des Stoffes des ehemals kommunistischen Schriftstellers Howard Fast musste ihn in konservativen Kreisen verdächtig machen.
Douglas erwarb zu Beginn der 1960er-Jahre die Rechte an dem 1962 von Ken Kesey geschriebenen Roman Einer flog über das Kuckucksnest. In der von Dale Wasserman geschriebenen Theaterfassung, die am 13. November 1963 am New Yorker Broadway Uraufführung hatte, spielte Douglas den rebellischen McMurphy, Gene Wilder war in der Rolle des Billy Bibbit zu sehen. Douglas gelang es nicht, ein Filmstudio für eine Verfilmung des Romans zu begeistern. Er überließ schließlich die Filmrechte seinem Sohn Michael. Dieser produzierte den Film, der 1975 in die Kinos kam, zusammen mit Saul Zaentz; Koproduzent war die Firma Fantasy Films, die im Besitz eines Distributionsvertrags mit United Artists war. Der Film erhielt eine Reihe von Auszeichnungen, darunter nicht weniger als fünf Oscars: Bester Film, Beste Regie (Miloš Forman), Bestes adaptiertes Drehbuch, Bester Hauptdarsteller (Jack Nicholson), Beste Hauptdarstellerin (Louise Fletcher). Damit war der Film nach Es geschah in einer Nacht (1935) von Frank Capra der zweite Film, der in den fünf wichtigsten Kategorien – den sogenannten Big Five – einen Oscar gewinnen konnte. Die Rolle des McMurphy wurde im Film von Jack Nicholson übernommen, weil Kirk Douglas Mitte der 1970er Jahre als zu alt für diese Rolle galt.

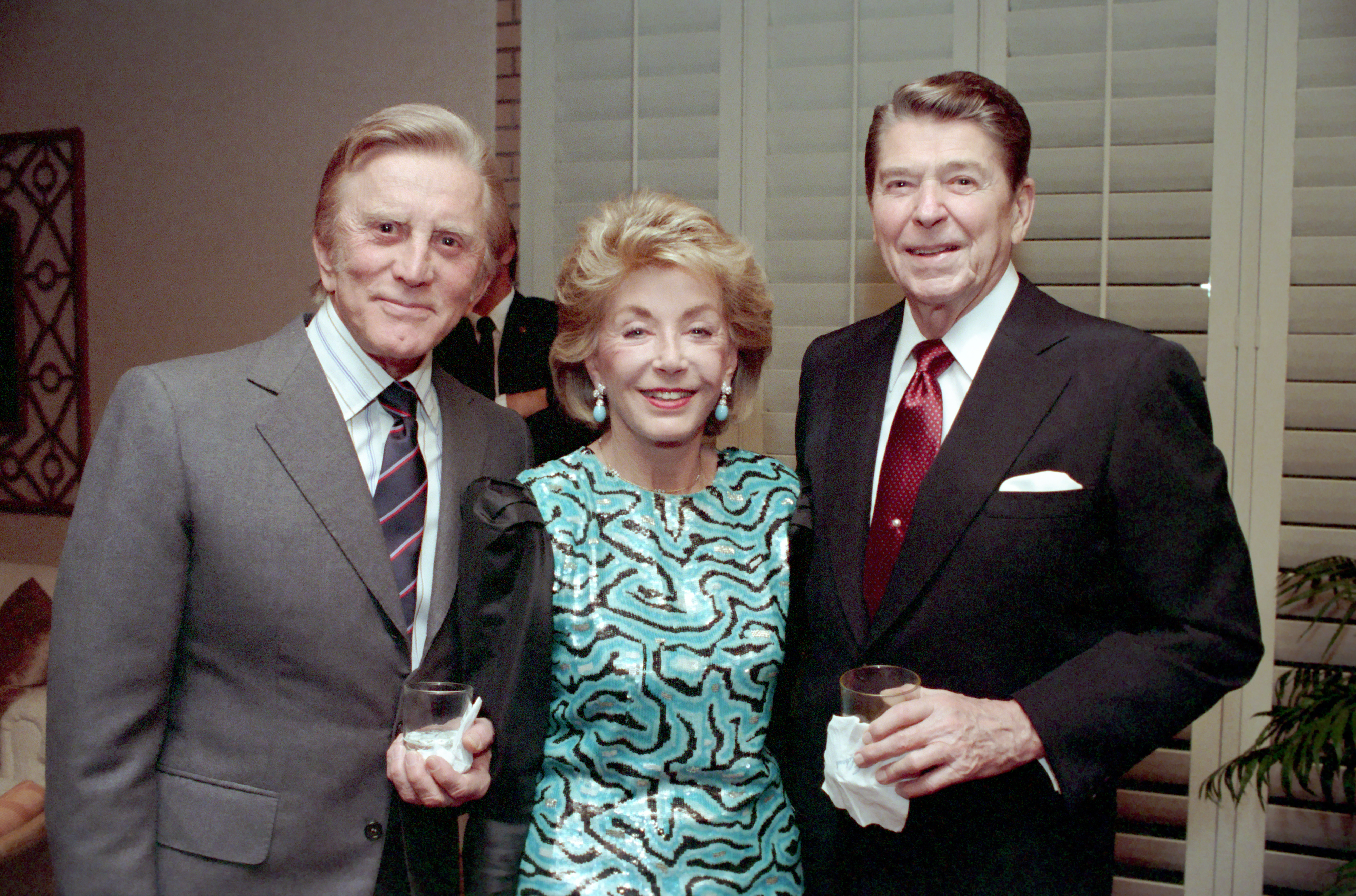
Kirk und Anne Douglas mit Ronald Reagan (Dezember 1987)

Douglas führte zweimal selbst Regie, erstmals 1973 in dem Abenteuerfilm Scalawag und zwei Jahre später in dem Film Männer des Gesetzes. Seine letzte Rolle hatte er im Film Mord im Empire State Building (2008). 1988 erschien seine Autobiografie unter dem Titel The Ragman’s Son, der im März 2007 die Fortsetzung mit dem Titel Let’s Face It: 90 Years of Living, Loving, and Learning folgte. Er schrieb zudem mehrere Romane. Am 13. Februar 1991 überlebte er einen Helikopterabsturz; beim Zusammenstoß dieses mit einem Sportflugzeug starben die beiden Flugzeuginsassen. 1995 erlitt er einen Schlaganfall. In der Simpsons-Episode Wer erfand Itchy und Scratchy? war er 1996 als Synchronsprecher der Figur Chester Lampwick zu hören.
Bei der Oscarverleihung 2011 übergab Douglas den Preis für die beste Nebendarstellerin an Melissa Leo. Bei der Verleihung der Golden Globe Awards 2018 fungierte er im Rollstuhl sitzend neben seiner Schwiegertochter Catherine Zeta-Jones als Präsentator für die Kategorie Bestes Drehbuch.

## Privatleben
Am 2. November 1943 heiratete Douglas die Schauspielkollegin Diana Dill (1923–2015). Aus dieser Ehe stammen die zwei Söhne Michael (* 1944) und Joel (* 1947). 1951 ließ sich das Paar scheiden und er heiratete 1954 die aus Hannover stammende Anne Buydens (1919–2021). Aus dieser Ehe gingen die beiden Söhne Peter und Eric Anthony hervor. Am 6. Juli 2004 wurde Eric tot in einem New Yorker Apartment aufgefunden. Er hatte seit Jahren unter Problemen mit Alkohol und anderen Drogen gelitten. Sein Enkel Cameron Douglas spielte 2003 zusammen mit ihm und seinem Vater Michael im Film Es bleibt in der Familie.
Natalie Wood berichtete, sie sei 1955 mit 16 Jahren von einem berühmten Schauspieler vergewaltigt worden; ihre jüngere Schwester Lana Wood schrieb 2021 in ihrer Autobiografie, Kirk Douglas sei der Täter gewesen.
Douglas lebte zuletzt mit seiner zweiten Ehefrau zurückgezogen in seinem Haus in der Nähe von Los Angeles, Kalifornien. Dort starb er am 5. Februar 2020 im Alter von 103 Jahren. Er wurde am 7. Februar 2020 zwei Tage nach seinem Tod auf dem Westwood Village Memorial Park Cemetery beigesetzt.

## Synchronisation
Im deutschsprachigen Raum wurde Douglas in den 50er Jahren wiederholt von René Deltgen, Gert Günther Hoffmann und Wolfgang Kieling synchronisiert, bis sich mit Spartacus Arnold Marquis etablieren konnte, der von wenigen Ausnahmen abgesehen (u. a. einige Male Heinz Drache) bis zu seinem Tod Stammsprecher blieb. Obwohl Marquis zu den meistbeschäftigten deutschen Synchronsprechern gehörte, war die Identifikation so stark, dass er Douglas auch dann synchronisierte, wenn ein weiterer Schauspieler auftrat, der auch schon häufiger von Marquis synchronisiert worden war (z. B. Robert Mitchum in Der Weg nach Westen).

## Filmografie
- 1946: Die seltsame Liebe der Martha Ivers (The Strange Love of Martha Ivers)
- 1947: Goldenes Gift (Out of the Past)
- 1947: Trauer muss Elektra tragen (Mourning Becomes Electra)
- 1948: Vierzehn Jahre Sing-Sing (I Walk Alone)
- 1948: The Walls of Jericho
- 1948: My Dear Secretary
- 1949: Ein Brief an drei Frauen (A Letter to Three Wives)
- 1949: Zwischen Frauen und Seilen (Champion)
- 1950: Die Glasmenagerie (The Glass Menagerie)
- 1950: Der Mann ihrer Träume (Young Man with a Horn)
- 1951: Den Hals in der Schlinge (Along the Great Divide)
- 1951: Reporter des Satans (Ace in the Hole)
- 1951: Polizeirevier 21 (Detective Story)
- 1952: Für eine Handvoll Geld (The Big Trees)
- 1952: The Big Sky – Der weite Himmel (The Big Sky)
- 1952: Stadt der Illusionen (The Bad and the Beautiful)
- 1953: War es die große Liebe? (The Story of Three Loves)
- 1953: Ein Akt der Liebe (Act of Love)
- 1953: Der Gehetzte (The Juggler)
- 1954: 20.000 Meilen unter dem Meer (20,000 Leagues Under the Sea)
- 1954: Die Fahrten des Odysseus (Ulisse)
- 1955: Der Favorit (The Racers)
- 1955: Mit stahlharter Faust (Man without a Star)
- 1955: Zwischen zwei Feuern (The Indian Fighter)
- 1956: Vincent van Gogh – Ein Leben in Leidenschaft (Lust for Life)
- 1957: Charmant und süß – aber ein Biest (Top Secret Affair)
- 1957: Wege zum Ruhm (Paths of Glory)
- 1957: Zwei rechnen ab (Gunfight at the O.K. Corral)
- 1958: Die Wikinger (The Vikings)
- 1959: Der letzte Zug von Gun Hill (Last Train from Gun Hill)
- 1959: Der Teufelsschüler (The Devil’s Disciple)
- 1960: Spartacus
- 1960: Fremde, wenn wir uns begegnen (Strangers When We Meet)
- 1961: El Perdido (The Last Sunset)
- 1961: Stadt ohne Mitleid (Town Without Pity)
- 1962: Zwei Wochen in einer anderen Stadt (Two Weeks in Another Town)
- 1962: Einsam sind die Tapferen (Lonely Are the Brave)
- 1962: Männer – hart wie Eisen (The Hook)
- 1963: Sieben Tage im Mai (Seven Days in May)
- 1963: Die Totenliste (The List of Adrian Messenger)
- 1963: Der Fuchs geht in die Falle (For Love or Money)
- 1965: Erster Sieg (In Harm’s Way)
- 1965: Kennwort „Schweres Wasser“ (The Heroes of Telemark)
- 1966: Brennt Paris? (Paris brûle-t-il?)
- 1966: Der Schatten des Giganten (Cast a Giant Shadow)
- 1967: Der Weg nach Westen (The Way West)
- 1967: Die Gewaltigen (The War Wagon)
- 1968: Der schnellste Weg zum Jenseits (A Lovely Way to Die)
- 1968: Auftrag Mord (The Brotherhood)
- 1969: Das Arrangement (The Arrangement)
- 1970: Zwei dreckige Halunken (There Was a Crooked Man…)
- 1971: Das Licht am Ende der Welt (The Light at the Edge of the World) (auch Produktion)
- 1971: Rivalen des Todes (A Gunfight)
- 1972: Ein achtbarer Mann (Un uomo da rispettare)
- 1973: Scalawag
- 1973: Dr. Jekyll und Mr. Hyde (Dr. Jekyll and Mr. Hyde)
- 1974: Andersons Rache (Cat and Mouse)
- 1975: Männer des Gesetzes (Posse)
- 1976: Die Bankiers (Arthur Hailey’s The Moneychangers)
- 1976: Unternehmen Entebbe (Victory at Entebbe)
- 1977: Inferno 2000 (Holocaust 2000), auch Das siebenköpfige Ungeheuer
- 1978: Teufelskreis Alpha (The Fury)
- 1979: Kaktus Jack (The Villain)
- 1979: Home Movies – Wie du mir, so ich dir (Home Movies)
- 1980: Der letzte Countdown (The Final Countdown)
- 1980: Saturn-City (Saturn 3)
- 1982: Snowy River (The Man from Snowy River)
- 1982: Erinnerungen einer Liebe (Remembrance of Love)
- 1983: Kopfjagd (Eddie Macon’s Run)
- 1984: Zwei Schlitzohren rechnen ab (Draw!)
- 1985: Amos
- 1986: Archie und Harry – Sie können’s nicht lassen (Tough Guys)
- 1987: Queenie
- 1988: Der Brady-Skandal (Inherit the Wind)
- 1991: Oscar – Vom Regen in die Traufe (Oscar)
- 1992: Großvaters Geständnis (The Secret)
- 1992: Drei Wege in den Tod (Two-Fisted Tales)
- 1994: Greedy – Erben will gelernt sein (Greedy)
- 1999: Diamonds
- 2000: Ein Hauch von Himmel (Touched By An Angel) (Fernsehserie, eine Folge)
- 2003: Es bleibt in der Familie (It Runs in the Family)
- 2004: Illusion
- 2008: Mord im Empire State Building (Meurtres à l’Empire State Building)

## Auszeichnungen

Stern von Kirk Douglas auf dem Hollywood Walk of Fame

Kirk Douglas war in seiner schauspielerischen Laufbahn dreimal für den Oscar als bester Schauspieler nominiert (Zwischen Frauen und Seilen, Stadt der Illusionen, Vincent van Gogh – Ein Leben in Leidenschaft). Er bekam ihn aber nie; erst 1996 erhielt er den Ehren-Oscar für sein Lebenswerk.
Außerdem erhielt Kirk Douglas folgende Auszeichnungen:
- 1949: Golden Apple Award als kooperativer Schauspieler
- 1956: New York Film Critics Circle Award als bester Hauptdarsteller für Vincent van Gogh
- 1957: Golden Globe Award als bester Hauptdarsteller für Vincent van Gogh
- 1957: Premio Sant Jordi für Die Gaukler
- 1958: San Sebastián International Film Festival: Zulueta-Preis für Die Wikinger
- 1968: Cecil B. deMille Award für sein Lebenswerk
- 1980: César-Ehrenpreis
- 1981: Presidential Medal of Freedom
- 1985: Ehrenlegion
- 1987: Goldene Kamera für sein Lebenswerk
- 1988: National Board of Review: NBR Award für das Lebenswerk
- 1991: AFI Life Achievement Award des American Film Institute
- 1994: Kennedy-Preis
- 1994: ShoWest Convention: Preis für das Lebenswerk
- 1997: Hollywood Film Festival: Preis für das Lebenswerk
- 1998: Screen Actors Guild Awards: Screen Actors Guild Life Achievement Award
- 2000: Wine Country Film Festival Preis für das Lebenswerk
- 2001: National Medal of Arts
- 2001: Goldener Ehrenbär der Berlinale für das Lebenswerk
- 2001: PGA Golden Laurel Awards: Milestone Award
- 2005: Palm Springs International Film Festival: Preis für das Lebenswerk
- Stern auf dem Hollywood Walk of Fame (6263 Hollywood Blvd.)
- 2016: Teddy-Kollek-Preis des Jüdischen Weltkongresses (JWC) für sein Engagement für die jüdische Kultur

In der vom American Film Institute herausgegebenen Liste der „Top 25 der männlichen Filmstars“ ist Kirk Douglas auf Position 17 platziert.
- Der Asteroid (19578) Kirkdouglas wurde nach ihm benannt.

## Sonstiges
Auf dem von Johnny Bruck geschaffenen Titelbild des Perry-Rhodan-Heftromans Nr. 149, Kampf um die Hundertsonnenwelt (1964), ist eine Romanfigur abgebildet. Sie trägt die Gesichtszüge von Kirk Douglas.
Im Asterix-Band Obelix auf Kreuzfahrt ist eine der Hauptfiguren, der Grieche Spartakis, der der Anführer einer Gruppe revoltierender Sklaven ist, sowohl dem Schauspieler Kirk Douglas nachempfunden als auch eine Anspielung auf dessen Rolle im Film Spartacus.
1978 erschien Band 1 der vom französischen Verlag Larousse herausgegebenen Comic-Albenreihe La découverte du monde en bandes dessinées. Für die darin enthaltene Geschichte über Odysseus gab der Zeichner Enric Sió dem Helden das Aussehen von Kirk Douglas. Eine spanische Ausgabe erschien im Jahr 1981 beim Verlag Editorial Planeta als Band 2 der Reihe Grandes héroes – el descubrimiento del mundo.

## Schriften (Auswahl)
Autobiografisches
- The Ragman’s Son. An autobiography. Simon & Schuster, New York 1988.
  - deutsch: Wege zum Ruhm. Erinnerungen. Ullstein, Berlin 1988. (übersetzt von Hedda Pänke)
- My Stroke of Luck. London 2002.
  - Deutsch: Ein Fall von Glück. Mein neues Leben nach dem Schlaganfall. Bastei Lübbe, Bergisch Gladbach 2003, ISBN 3-404-61539-5 (übersetzt von Wolfdietrich Müller).
- Let’s Face It. 90 Years of Living, Loving, and Learning. Wiley, Hoboken, N.J. 2007. ISBN 978-0-470-08469-4.

Romane für Jugendliche
- The Broken Mirror. Novel. Simon & Schuster, New York 1997.
- Young Heroes Of The Bible. Simon & Schuster, New York 1999. ISBN 0-689-81491-7.

Romane für Erwachsene
- Dance With The Devil. New York 1991.
  - Deutsch: Ein Vogel mit eisernen Schwingen. Econ, Düsseldorf 1993. ISBN 3-612-27995-5 (übersetzt von Sabine Steinberg)
- The gift. Hampton, NH 1993.
  - Deutsch: Der Flug des Pegasus. Econ, Düsseldorf 1993, ISBN 3-612-27026-5 (übersetzt von Sabine Steinberg)
- Der letzte Tango in Brooklyn. Warner Books, New York 1995.
  - Deutsch: Der letzte Tango von Brooklyn. Lübbe, Bergisch Gladbach 1995. ISBN 3-404-12333-6 (übersetzt von Ursula Walther)